# Castera Cenafils
Castera Cenafils (* 22. Oktober 1953) ist ein ehemaliger haitianischer Militär.
Cenafils war Manager von Beruf und wohnte in Pèlerin II an der Route de Kenscoff auf Haiti. In der haitianischen Armee diente er als Commanding Officer des Militärdistrikts Gonaïves sowie Captain und Commanding Officer der 10. Kompanie.
Der ehemalige Hauptmann wurde am 9. November 2000 vom Strafgerichtshof in Gonaïves zu lebenslangem Freiheitsentzug für seine Beteiligung am Raboteau-Massaker im Jahr 1994 verurteilt. Er selbst hatte sich bei seiner Befragung 1998 als unschuldig bezeichnet, sein Einsatz in Raboteau wäre nur die Reaktion auf eine Terrorkampagne bewaffneter Zivilisten gewesen und es habe nur ein oder zwei zivile Opfer gegeben. Cenafils entkam im August 2002 im Zuge eines Gefängnisausbruches von 500 Insassen aus der Haft.